# Campagne de Yetaishan
 (février 2024).
Guerre civile chinoise
La campagne de Yetaishan (爷台山战役), connue également sous le nom d’incident de Chunhua (淳化事变) par les Nationalistes et appelée la contre-offensive de Yetaishan (爷台山反击战) par les Communistes, est une série de batailles disputées entre les Nationalistes et les Communistes durant la guerre civile chinoise peu après la fin de la Seconde Guerre mondiale, qui se conclut par une victoire communiste.

## Ordre de Combat
Nationalistes (avec environ 20 000 hommes):
- 2de Division de Cavalerie
- 59e Division Temporairement Organisée
- 3e Division de Réserve

Communistes (environ 6 000):
- 3e Régiment de la 1re Brigade de Garnison
- 2 régiments de la Nouvelle 4e Brigade
- 2 régiments de la 1re Brigade d’Entraînement
- 2 régiments de la 2e Brigade d’Entraînement
- 8e Régiment de la 358e Brigade

## Premiers affrontements
Le mont Yetai (Yetai Shan, 爷台山) situé dans la partie sud de la chaîne des monts Qiao sur la frontière entre les comtés de Chunhua et de Yao est l’entrée sud de la base communiste au Shaanxi, et son pic principal culmine à 1300 mètres au dessus du niveau de la mer. Dès le 15 juillet 1945, Hu Zongnan redéploie ses forces dans le Henan, à Xi'an, le long du fleuve Jaune dans l’ouest des comtés de Xunyi, de Tongguan, de Chunhua et de Yao avec au total neuf divisions. Le 21 juillet 1945, les Nationalistes lancent une attaque surprise menée par la 2e Division de cavalerie et la 59e Division temporairement organisée sur cet espace stratégique, afin de tester les faiblesses de la défense communiste, ainsi que leur réaction et celle des populations locales. Le 23 juillet 1945, la 3e division de réserve des Nationalistes rejoignent le combat. Après une série de petites escarmouches d’une grande violence sur la durée d’une semaine, la garnison communiste en infériorité numérique et moins bien équipée bat en retraite le 27 juillet 1945 vers ses bases du Shaanxi, et les nationalistes parviennent à prendre contrôle de la montagne et de 41 hameaux sur son côté ouest.
Les communistes organisent un quartier général temporaire pour la contre-offensive à Malan. Zhang Zongxun est nommé commandant en chef, Wang Shitai et Wang Jishan commandants en chef adjoint, Xi Zhongxun commissaire politique, Tan Zheng commissaire politique adjoint, Zhang Jingwu comme chef d’état-major, et Gan Siqi comme directeur du directorat politique. Huit régiments de la Nouvelle 4e Brigade, de la 358e Brigade, des 1ères et 2e Brigades d’Entrainement et de la 1re Brigade de Garnison sont déployés par les Communistes pour la contre-attaque.

## Reprise des combats
Les conditions rudes de la zone stoppent l’avancée des trois divisions mécanisées, et la majeure partie des forces nationalistes sont obligées de battre en retraite pour éviter un cauchemar logistique. Les forces principales doivent être déployées sur d’autres zones, sur les comtés de Bin, de Zhongbu, de Shibao, de Xingping, de Chunhua et de Yao, ainsi qu’à Xi’an. Seules six compagnies sont laissées en arrière pour garder les territoires conquis, avec deux compagnies lourdes équipées de mitrailleuses, et quatre compagnies d’infanterie, parmi lesquelles la troupe de choc surnommée la “Compagnie Toujours Victorieuse”, la 4e Compagnie du 2nd Bataillon du 3e Régiment de la 59e Division Temporairement Organisée de l’armée nationaliste, qui garde le principal pic du mont Yetai. Pour renforcer leurs positions, sept mitrailleuses supplémentaires sont assignées à la “Compagnie Toujours Victorieuse”. Les nationalistes emploient également la population locale pour construire une douzaine de bunkers connectés par des tranchées pour renforcer leur position. 
Les Communistes sont déterminés à déloger les Nationalistes de leurs positions. Cinq bataillons de la Nouvelle 4e Brigade communiste équipées de canons de montagnes sont déployés comme force principale pour la première vague d’attaque, les 1ers et 3e Régiments de Garnison de la 1re Brigade de Garnison devant leur assurer un soutien. Ils sont chargés d’annihiler les Nationalistes du mont Yetai, de Laozhuangzi, et du Songjiawa. La 358e Brigade est la seconde vague déployée dans la région de la montagne du Phénix (Fenghuanshan) et de Zhaojin, et rejoint le combat si nécessaire, mais sa tâche principale consiste à préparer les bases contre une éventuelle contre-attaque nationaliste. Les 1e et 2e Brigades d'Entraînement sont déployées dans les régions du Lingwan et de Shangzhenzi comme réserve générale et sont chargées de protéger l’arrière. Après que les forces communistes se soient regroupées dans la région de Malan, elles installent le camp le 7 août 1945 et le quartier général communiste est avancé de Malan au hameau de Mianlu au pied de la montagne du Phénix, à 10km du nont Yetai.

## Victoire communiste
Au soir du 8 août, les Communistes approchent en secret les positions nationalistes et se retranchent. À minuit, l’attaque commence, mais leur avancée est remarquée par les défenseurs nationalistes. À 4h du matin le 9 août 1945, seul le 771e régiment de la Nouvelle 4e Brigade parvient à prendre les positions nationalistes à Menghuyuan et Xiongjiashan, alors que les autres offensives communistes sont repoussées. Le quartier général communiste ordonne en conséquence à la 358e brigade de rejoindre le combat, et le 8e régiment de la 358e brigade reçoit l’ordre du commandant de brigade Huang Xinting de lancer une nouvelle vague d’attaque contre les Nationalistes, sous la couverture du barrage d’artillerie de trois canons de montagne et de huit mortiers, la totalité des pièces d’artillerie de la brigade. 
À 10h du matin le 9 août, la 6e Compagnie du 2nd Bataillon du 8e Régiment de la 358e Brigade communiste parvient à prendre toutes les tranchées en dehors des bunkers occupés par les Nationalistes, et un soldat communiste nommé Yi Yufen parvient le premier à pénétrer un des bunkers, bientôt suivi par des unités de la 358e Brigade et de la Nouvelle 4e Brigade, qui parviennent à briser la défense nationaliste, reprenant finalement les dernières positions sur le mont Yetai à 2h de l’après-midi. À la fin de la bataille principale, le 3e Bataillon du 8e Régiment de la 358e Brigade et le 3e Régiment de Garnison réussissent à enlever les cinq derniers bunkers dans la région de Laozhuangzi et de Songjiawa. Les cinq compagnies nationalistes laissées pour défendre la région sont complètement vaincues et les Communistes prennent une position défensive pour se préparer contre une potentielle contre-attaque nationaliste.

## Conclusion
Après la fin des combats les Nationalistes ne lancent pas de nouvelle contre-attaque, les Communistes déclarant finalement la victoire le 10 août 1945. Les communistes parviennent à reprendre tous les territoires perdus en éliminant chacune des six compagnies nationalistes y étant déployées, en faisant prisonniers près d’une centaine de membres du Kuomintang, trente-six officiers nationalistes (y compris un commandant de bataillon), tout en tuant la majeure partie des troupes nationalistes restantes. Dix-neuf mitrailleuses et une grande quantité de munitions tombent également aux mains des Communistes. Le conflit permet aux Communistes d’évaluer l’entraînement de leurs troupes, en particulier de la 358e Brigade.
Les Nationalistes se rendent compte que la difficulté du terrain montagneux a favorisé le défenseur ennemi et a joué en la défaveur de leurs propres forces mécanisées. Ils s’inquiètent également des retombées politiques qu’implique une attaque contre les Communistes plutôt que contre les envahisseurs japonais. De plus, l’équipe des enquêteurs américains (accompagnée de Yang Shangkun, avec Huang Hua et Ma Haide (George Hatem) comme interprète) qui visita le site le 12 août 1945 conclut que les Nationalistes était en tort en accord avec la perception du grand public, et perdre le support américain était un risque que les Nationalistes ne pouvaient se permettre. Les Nationalistes décidèrent dès ce moment de ne pas tenter de reprendre la région, et la campagne s’achève tandis que les deux camps consacrent leur attention à la reconquête du territoire sur les envahisseurs japonais.